# Alex Wolff
Alexander Draper Wolff, mais conhecido como Alex Wolff, (Manhattan, 1 de novembro de 1997) é um músico e ator norte-americano.
Wolff concentrou sua carreira em papéis no cinema, interpretando Dzhokhar Tsarnaev em Patriots Day(2016) e John "Derf" Backderf em My Friend Dahmer (2017). Seus outros papéis como ator incluem My Big Fat Greek Wedding 2 (2016), Jumanji: Welcome to the Jungle (2017) e Hereditário (2018). Wolff estreou na direção com o drama The Cat and the Moon (2019).  

## Carreira
Alex Wolff é mais conhecido por seu papel onde interpreta a si mesmo em The Naked Brothers Band: The Movie e The Naked Brothers Band, série criada pela sua mãe e a mãe de seu irmão também o músico Nat Wolff, Polly Draper, da Nickelodeon. O filme e o seriado são comicamente baseados em sua vida e na de seu irmão mais velho, Nat Wolff, assim como na banda de mesmo nome, que eles co-fundaram. A qual se desfez quando a 3 temporada do programa terminou.
Ele é o baterista da banda, mas ele também escreve e canta músicas como "That's How It Is", "I Could Be", "Three is Enough", "Changing", "Alien Clones", "Why", "All I Needed", "Blueberry Cotton" e "Jesse" . Ele também fez um pequeno papel no videoclipe The Take Over, the Breaks Over, do Fall Out Boy, interpretando Pete Wentz quando criança. Ele aprendeu a tocar bateria assistindo vídeos de Ringo Starr, dos Beatles. Em 2011 fez um duo com seu irmão, Nat & Alex wolff, e lançaram o álbum "black sheep".

## Filmografia

### Filmes
| Ano  | Nome                             | Papel                   | Notas                             |
| ---- | -------------------------------- | ----------------------- | --------------------------------- |
| 2005 | The Naked Brothers Band: O Filme | Alex                    | Filme para TV                     |
| 2009 | Meu Pai é Mãe de Equipe          | Alex Wolff              | Filme para TV                     |
| 2011 | Kokuriko-zaka Kara               | Riku Matsuzaki          | Dublagem (versão norte-americana) |
| 2011 | The Sitter                       | Clayton                 |                                   |
| 2012 | The Empty Room                   | Allen                   | Curta, escrito e dirigido por ele |
| 2013 | Criando Asas                     | Timmy Barsky            |                                   |
| 2013 | Uma Dupla Genial                 | Eli Pettifog            |                                   |
| 2015 | Coming Through the Rye           | Jamie Schwartz          |                                   |
| 2015 | Boots                            | Noah                    | Curta, escrito e dirigido por ele |
| 2016 | My Big Fat Greek Wedding 2       | Bennett                 |                                   |
| 2016 | The Standoff                     | Zane                    |                                   |
| 2016 | Patriots Day                     | Dzhokhar Tsarnaev       |                                   |
| 2017 | Puro-Sangue                      | Amigo na festa          | Não creditado                     |
| 2017 | The House of Tomorrow            | Jared Whitcomb          |                                   |
| 2017 | My Friend Dahmer                 | John 'Derf' Backderf    |                                   |
| 2017 | Jumanji: Welcome to the Jungle   | Spencer (Jovem)         |                                   |
| 2018 | Crash & Burn                     | Gabriel                 | Filme para TV                     |
| 2018 | Hereditário                      | Peter                   |                                   |
| 2018 | Dude                             | Noah                    |                                   |
| 2018 | A Namorada do Meu Irmão          | Oliver                  |                                   |
| 2019 | The Cat and the Moon             | Nick                    | Escrito e dirigido por ele        |
| 2019 | Castle in the Ground             | Henry                   |                                   |
| 2019 | Bad Education                    | Nick Fleishman          |                                   |
| 2019 | Human Capital                    | Ian Warfield            |                                   |
| 2019 | Jumanji: The Next Level          | Spencer                 |                                   |
| 2021 | Pig                              | Amir                    |                                   |
| 2021 | Old                              | Trent (a partir dos 15) |                                   |
| 2023 | Oppenheimer                      | -                       | Filmagem                          |

### Séries de TV
| Ano         | Nome                        | Papel         | Notas                                                                           |
| ----------- | --------------------------- | ------------- | ------------------------------------------------------------------------------- |
| 2007 - 2009 | The Naked Brothers Band     | Alex Wolff    | Papel principal - Interpretando ele mesmo                                       |
| 2009        | Monk: Um Detetive Diferente | Brian Willis  | Temporada 8, Episódio 12 - "Mr. Monk Goes Camping"                              |
| 2010        | Em Terapia                  | Max Weston    | Temporada 3, Episódios 4, 7, 9, 12, 13, 19 e 20                                 |
| 2016        | Divorce                     | Cole          | Temporada 1, Episódio 7 - "Weekend Plans" Temporada 1, Episódio 8 - "Christmas" |
| 2017        | Red Oaks                    | -             | Diretor                                                                         |
| 2020        | Acting for a Cause          | Algernon      | Temporada 1, Episódio 1 - "The Importance of Being Earnest"                     |
| 2020        | Acting for a Cause          | Warren Straub | Temporada 1, Episódio 2 - "This is Our Youth"                                   |